# Coelogyne mooreana
Coelogyne mooreana är en orkidéart som beskrevs av Robert Allen Rolfe.
Coelogyne mooreana ingår i släktet Coelogyne, och familjen orkidéer. Artens utbredningsområde är Vietnam. Inga underarter finns listade i Catalogue of Life.

## Bildgalleri

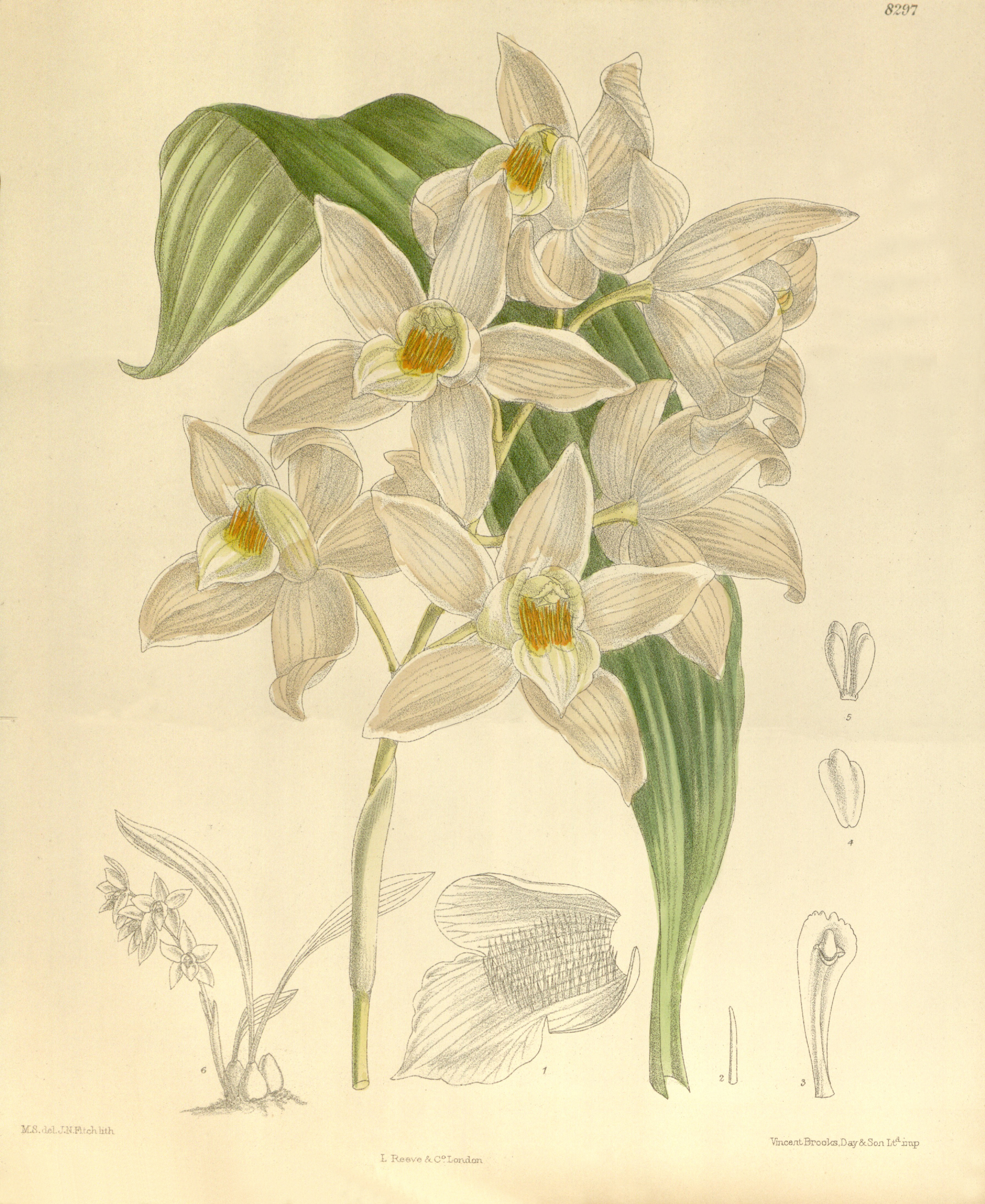
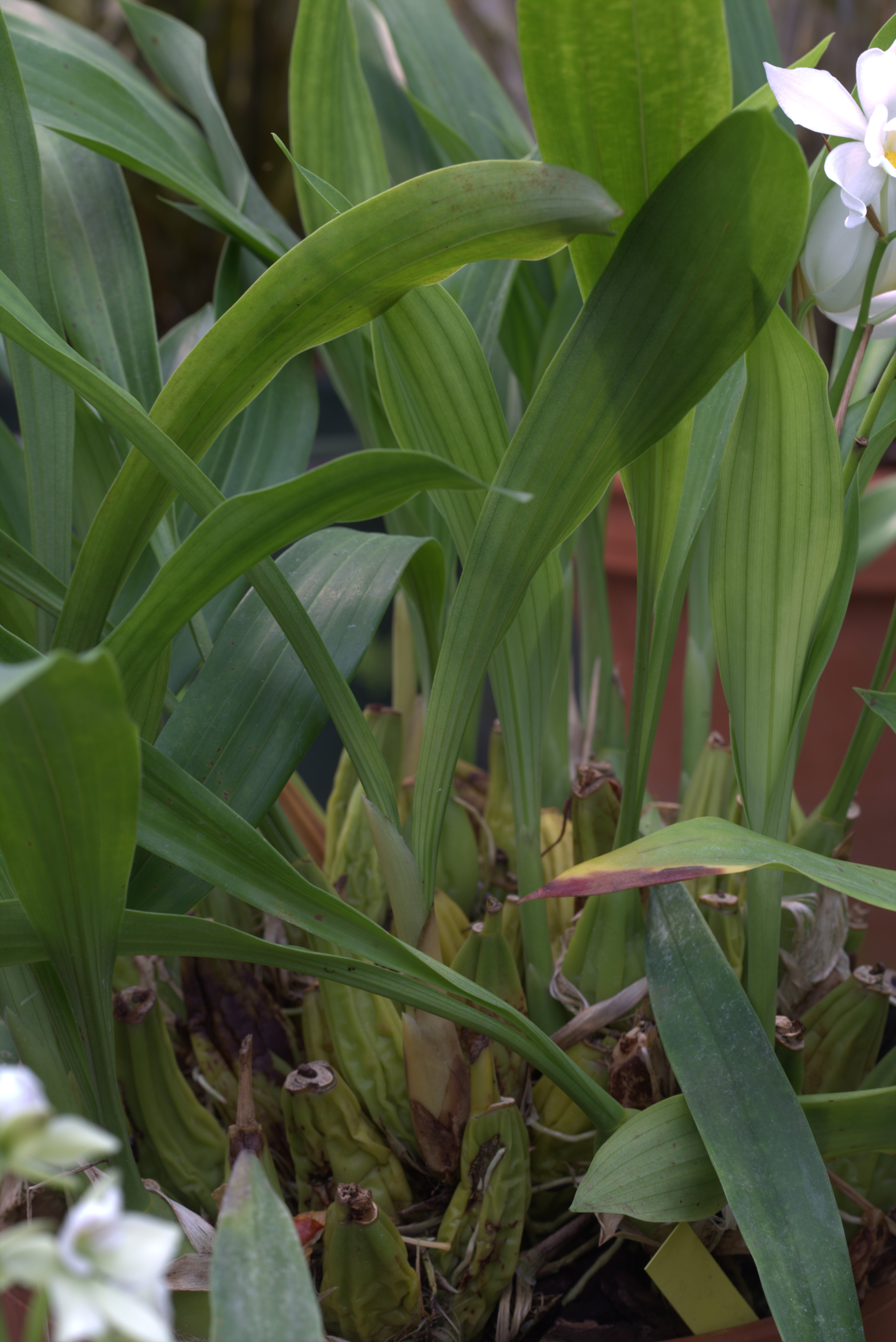
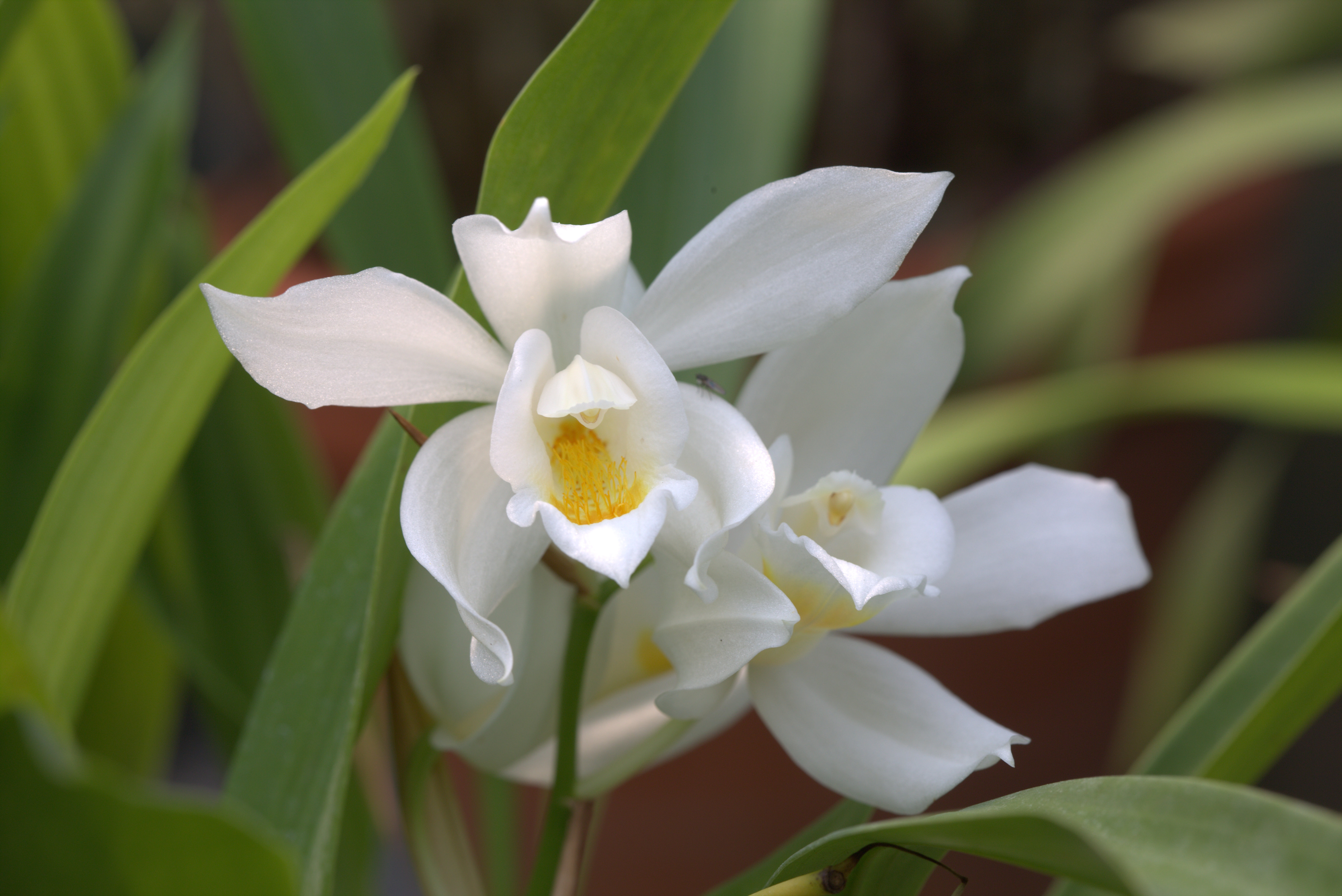
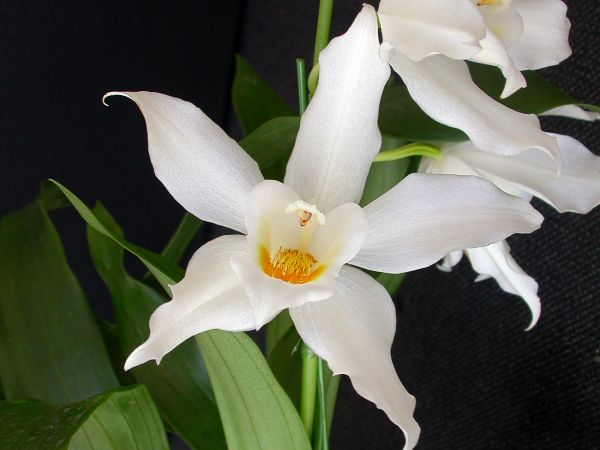